# Solinus hispanus
Espèce
Solinus hispanus est une espèce de pseudoscorpions de la famille des Garypinidae.

## Distribution
Cette espèce est endémique d'Espagne. Elle se rencontre en Catalogne et en Aragon.

## Étymologie
Son nom d'espèce lui a été donné en référence au lieu de sa découverte, l'Hispanie.

## Publication originale
- Beier, 1939 : Die Pseudoscorpioniden-Fauna der iberischen Halbinsel. Zoologische Jahrbücher, Abteilung für Systematik Ökologie und Geographie der Tiere, vol. 72, p. 157–202.